# Wesselényi Miklós emléktáblája
Wesselényi Miklós emléktáblája 1905 óta Budapest V. kerületében, a belvárosi ferences templom Kossuth Lajos utcai falán látható. Az 1900-ban elkészült mű előbb a párizsi világkiállításon vett részt, ezután avatták fel a jelenlegi helyén. Holló Barnabás domborműve Wesselényi Miklóst árvízi hajósként ábrázolja, s az 1838-as pesti árvíz idején tanúsított hősiességének állít emléket. Az ötlettől az átadásig csaknem másfél évtized telt el.

## A pályázat
1891-ben Szilágy vármegye szoborbizottsága támogatást kért a fővárostól a készülő zilahi Wesselényi-szoborhoz, s ennek megítélésével párhuzamosan a közgyűlés elhatározta, hogy a fővárosban is emlékművet állítanak az árvízi hajósnak. A következő évben a Képzőművészeti Bizottmány javaslatot tett egy bronz dombormű elkészítésére – ez végül meg is valósult. A döntéshozók szeme előtt kezdettől Holló Barnabásnak a Magyar Tudományos Akadémia megalapítását ábrázoló domborműve lebegett mintaként, s a költségeket is ennek alapján számolták. A feltétel szerint a 8,8 m²-es alkotás középpontjában Wesselényinek kellett állnia, de hitelesen ábrázolt mellékalakok szerepeltetését is lehetővé tették. Hosszas vita után 1893 februárjában sikerült kiírni a pályázatot, a költségek előteremtéséhez azonban belügyminiszteri engedéllyel módosítani kellett a város azévi költségvetését.

## A helyszín
Az idők során számos helyszín felmerült. Az első elképzelés szerint a Dunakorzón állt volna az emlékmű, a pályázatban viszont már a régi pesti városháza fala volt kijelölve – az emlékmű kedvéért befalaztak volna egy földszinti ablakot is.
A sikertelen pályázat után tovább kellett keresni, mert úgy volt, hogy az eredeti Erzsébet híd építése miatt a kijelölt városházát le fogják bontani (ez végül nem történt meg). Szóba került az építendő híd pesti fala is, de itt nem volt elég a rendelkezésre álló felület. A következő javaslat a Duna partja volt: a régi Kishíd utca, azaz a mai Türr István utca vonalában a partfal mellvédjére került volna az emléktábla, ahol egykor a hajóhíd volt. Ellenérv volt az is, hogy a hely történetileg kevésbé kötődik az árvízhez, s az is, hogy ezen a helyen a dunai panoráma elnyomná az emléktáblát, s az nem érvényesülne eléggé.
Végül Wellisch Alfréd javaslatára a Középítési Bizottmány külön albizottságot hozott létre, hogy megtalálja az ideális helyszínt. Mire az albizottság 1900 szeptemberében meghozta döntését, a kész mű már rég Párizsban volt kiállítva. A végső helyszín a belvárosi ferences templom fala lett, amihez megnyerték a ferences rend beleegyezését is azzal a kikötéssel, hogy az emlékmű karbantartása a főváros feladata lesz.

## Holló Barnabás megbízása és a világkiállítás

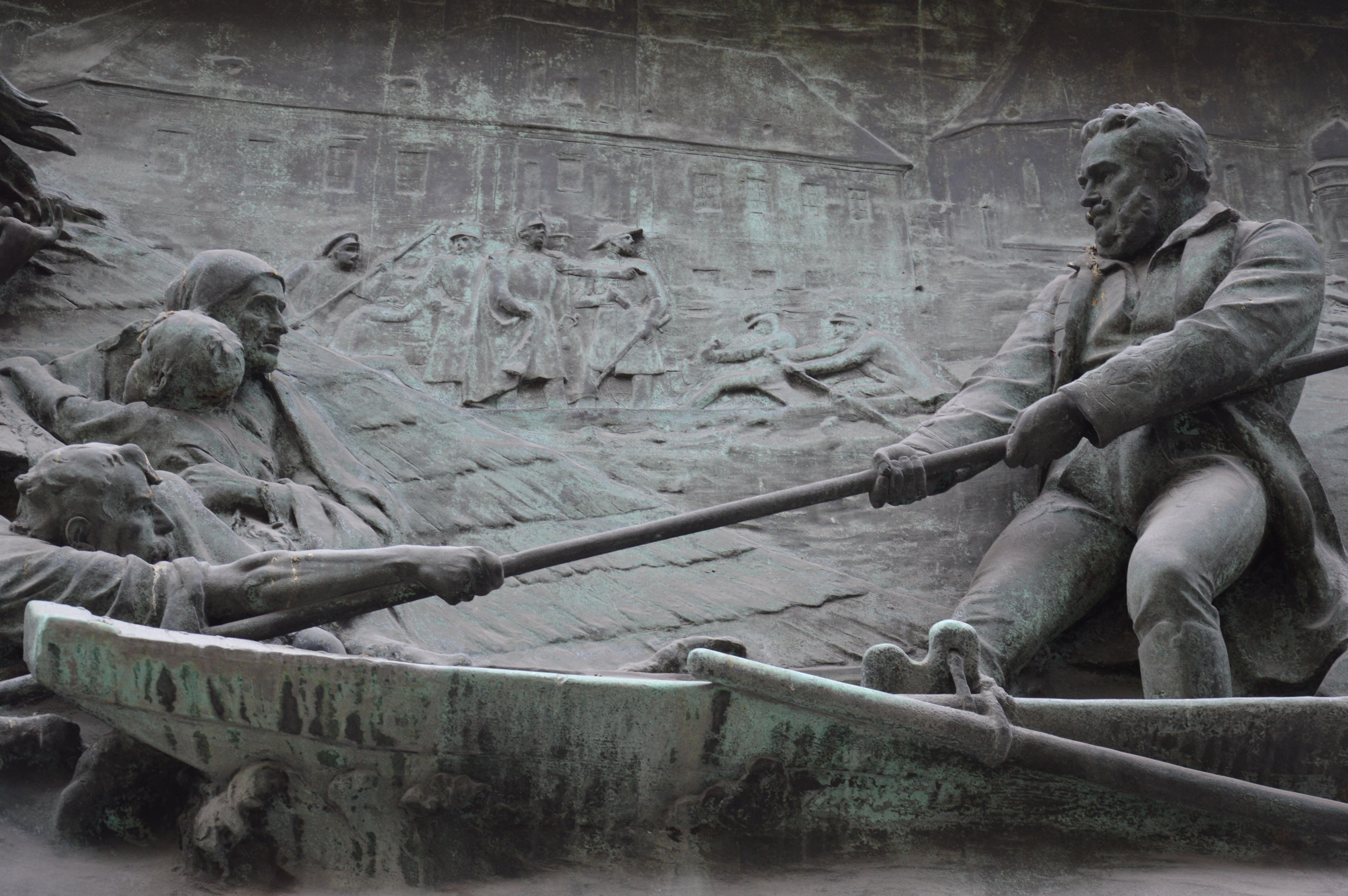
Wesselényi alakja az emléktáblán

Miközben megvolt a szándék és a pénz az emléktáblára, de nem volt meg a hely és az alkotó, megkezdődtek az 1900-as párizsi világkiállítás előkészületei, és Lukács Béla kormánybiztos 1897 végén jelentkezett a fővárosnál, hogy jelöljék ki a kiküldendő műveket. A Képzőművészeti Bizottmány egy merész húzással a Wesselényi-emléktáblát jelölte – már amennyiben elkészül. 1898 februárját írták ekkor, és két év volt hátra a világkiállítás megnyitásáig. Ennek ellenére további nyolc hónap telt el, mire októberben újabb pályázat kiírása nélkül megbízták Holló Barnabást, aki a mintaként szolgáló akadémiai emléktábla elkészítésével már bizonyított.
Holló gőzerővel látott munkához, és 1899. szeptember 7-én mutatta be a kész gipszmintát a Képzőművészeti Bizottmány tagjainak, akik ekkor még módosító javaslatokat tettek. (Ezekről nincs írásos feljegyzés, de egy fotó alapján valószínűsíthető, hogy Wesselényi eredetileg a másik irányba nézett.) Más forrás szerint szeptember 30-án egy agyagmintát mutatott be, s a megtekintők között volt Rózsavölgyi Gyula alpolgármester, Gerlóczy Károly alpolgármester és Strobl Alajos szobrászművész.
A minta alapján Beschorner öntödéjében (a volt Tourbain-féle öntödében) készítették el a bronztáblát, ahol Holló előző művét, az akadémiai emlékművet is öntötték.
Két héttel a világkiállítás megnyitása előtt, 1900. március 30-án Holló Barnabás bemutatta a kész művet az értékelő bizottságnak, akik –kifogástalannak találva azt – ráhagyták a szobrászra, hogy saját felelősségére szállíttassa Párizsba.
Az emléktáblát Párizsban más magyar szobrászati alkotásokkal együtt a Grand Palais des Champs-Élysées épületében helyezték el, amelyet erre az alkalomra építettek. A világkiállításon ezüstéremmel díjazták.

## Az elhelyezés nehézségei
A Párizsból hazaszállított tábla hosszú időre a városháza pincéjébe került. Csak 1901 tavaszán kért engedélyt a tanácstól a Képzőművészeti Bizottmány, hogy az emlékmű kijelölt helyén próbaelhelyezést végezzenek, amellyel a pontos helyet meghatározzák; magára a műveletre pedig több mint egy évvel ezután, 1902. május 26-án került sor. A kiválasztott helyen való végleges elhelyezésre két hónappal később érkezett meg a házfőnök, Mészáros Kálmán engedélye. Közben azonban ezekben az években újították fel a templom homlokzatát, s ennek a munkának a befejezését meg kellett várni.
A tanács 1903 szeptemberében elrendelte az emléktábla felállítását. Most azonban a Mérnöki Hivatal azt találta ki, hogy a jobb hatás kedvéért szürkésfehér színű gyergyóvaslábi márványból készítsenek keretet a mű köré. Ezt az elgondolást újabb tervezési és engedélyezési kör követte, és ismételten módosítani kellett a költségvetést a belügyminiszter engedélyével, hogy előteremtsék a fedezetet. Mire mindezen akadályokon túljutottak, már 1905 volt. Ekkor Holló Barnabás tett észrevételt, hogy a szürkésfehér keret nem illik a domborműhöz, amely jobban érvényesülne piszkei vörös márvánnyal keretezve. (Míg a gyergyóvaslábi kő valódi márvány, a piszkei csak márványhatású tömör mészkő, amelyet a korban szívesen használtak az iparban, de inkább beltéri elhelyezésre alkalmas.) Ezt a javaslatot is elfogadták.
Miután a tábla felállítása már 1891 óta húzódott, a keret elkészítésével megbízott Král Gyula kőfaragó is további két hónap haladékot kért az anyag beszerzési nehézségeire hivatkozva, neki azonban már nem engedtek, s a keret végül a megszabott határidőre elkészült. 1905. március 15-én az emléktáblát – az alkotó jelenlétében – végül csakugyan felhelyezték a ferences templom falára, ahol ma is látható.
A keretre a „Wesselényi Miklós báró, az árvizi hajós emlékének Budapest székesfőváros közönsége” felirat mellé két dátum került: 1838. március 13., az árvíz kezdete, és 1905. április 9., az avatás napja.

## Az emléktábla felavatása

Az emléktábla felavatása

A Kis Ujság rajza az avatásról

## Forrás
- Kárpáti Attila István: A Wesselényi-emléktábla története. In: „…a jövendőnek urai vagyunk.” Tanulmányok Csorba László tiszteletére. Martin Opitz Kiadó, Budapest, 2022 (Online változat)

## Kapcsolódó szócikk
- Wesselényi-emlékmű (Zilah)